# Antillius: The King of the Light
Antillius: The King Of The Light è l'ottavo album studio della band power metal italiana Kaledon, pubblicato nel 2014 per la Scarlet Records.

## Tracce
01 In Aeternum - 01:23
02 The Calm Before the Storm - 03:46	
03 Friends Will Be Enemies - 06:18	
04 Elisabeth - 05:51	
05 New Glory for the Kingdom - 04:25	
06 The Party - 04:24	
07 The Evil Conquest - 05:50	
08 Light After Darkness - 06:38	
09 The Angry Vengeance - 05:14	
10 My Will - 05:31
11 The Glorious Blessing - 06:06	
12 The Fallen King - 08:53

## Formazione
Marco Palazzi - voce
Alex Mele - chitarra solista
Tommy Nemesio - chitarra ritmica
Paolo Campitelli - tastiera
Paolo Lezziroli - basso
Massimiliano Santori - batteria